# Elattoneura oculata
Elattoneura oculata är en trollsländeart som först beskrevs av Kirby 1894.  Elattoneura oculata ingår i släktet Elattoneura och familjen Protoneuridae. IUCN kategoriserar arten globalt som starkt hotad. Inga underarter finns listade i Catalogue of Life.